# ۱۶۹ (عدد)
۱۶۹ (عدد)
۱۶۹(صد و شصت و نه) یک عدد طبیعی است که بعد از ۱۶۸ و قبل از ۱۷۰ قرار دارد.